# Erik Werenskiold
Erik Thedor Werenskiold (11. februar 1855 – 23. november 1938) var en norsk maler og illustrator. Han boede en tid i München og derefter i Frankrig, men flyttede tilbage til Norge i 1883, hvor han især blev kendt for tegninger til Asbjørnsen og Moes norske folkeeventyr og hans illustrationer til den norske udgave af Snorri Sturluson Heimskringla.